# 坂元健児
坂元 健児（さかもと けんじ、1971年12月22日 - ）は、宮崎県出身の俳優。身長169.2cm、体重64kg。

## 略歴
体操でインターハイに出場した経験があり、アクロバットを得意とする。
1993年に昭和音楽芸術学院（2006年度末で閉校）ミュージカル科を卒業。
1995年、劇団四季に入団。ロングランミュージカル「ライオン・キング」では初代シンバ役を務めた。2001年に劇団四季を退団。
その後は「レ・ミゼラブル」など、各種ミュージカルで活躍する一方、自主公演やコンサート活動も行っている。
2006年にはファーストアルバム「Colours」をリリースした。

## 出演作品

### 舞台

#### 劇団四季時代
- 美女と野獣 - 男性アンサンブル / ドアマット 役
- 嵐の中の子供たち - ボブ 役
- キャッツ - スキンブルシャンクス 役
- ミュージカル李香蘭 - 男性アンサンブル / 杉本 役
- ユタと不思議な仲間たち - 新太 役
- 九郎衛門 - 太郎坊 役
- ライオン・キング - シンバ / オリジナルキャスト 役
- ソング＆ダンス - 男性シンガー 役
- オーヴァー・ザ・センチュリー - 男性シンガー 役

#### 劇団四季退団後
- ズガチラプロデュース「見つめ合う二人」 - 細山田守彦 役
- レ・ミゼラブル（2003年・2004年・2005年・2007年・2009年） - アンジョルラス 役
- ジャンプ  - ゲスト出演
- 砂の戦士たち - 睦田 / ボア・ビダ 役
- ズガチラプロデュース「解決します」 - 下田中島進 役
- キャンディード - カカンボ 役
- レ・ミゼラブル・コンサート
- ミス・サイゴン
  - 2004年 - クリス 役
  - 2004年・2008年・2009年 - ジョン 役
- タック - タック 役
- 風を結んで - 片山平吾 役
- 夏の夜のロミオとジュリエット - ポセイドン 役
- ズガチラプロデュース「拝啓お父さんです」 - 六本木五郎 役
- 妖精たちの砦 - タロー 役
- OUR HOUSE  - エモ 役
- LOVE LETTERS 16th Anniversary Special - アンディー 役
- AKURO（2008年） - 安倍高麿 役
- ズガチラプロデュース「今宵あなたと」 - 廣崎準一 役
- テイクフライト - バーク 役
- 2008年日仏交流150周年記念第一弾イベント〜羽衣Hagoromo プロジェクト〜「CG融合舞台 羽衣伝説」（2008年1月24日 - 26日、フランス・パリ日本文化会館大ホール） - 主演・猟師 タカ 役
- アトリエ・ダンカンプロデュース「空中ブランコ」（2008年4月 - 5月、東京芸術劇場中ホール 他） - 山下公平 役
- ブロードウェイ・ミュージカル「回転木馬」（2009年3月 - 4月、天王洲銀河劇場） - スノウ 役
- ブロードウェイ・ミュージカル「スペリングビー」（2009年7月） - チップ 役
- アトリエ・ダンカンプロデュース音楽劇「トリツカレ男」（2009年9月） - ジュゼッペ 役
- Garantido-生きた証-（2010年2月） - 紀元 / 山田アキラ 役
- ズガチラプロデュース「解決します!!（再演）」 （2010年4月） - 下田中島進 役
- キャンディード（2010年6月、帝国劇場） - マキシミリアン 役
- 奇跡のメロディ〜 渡辺はま子物語〜（2010年9月） - 辻豊 役
- 愛と青春の宝塚（2011年） - 速水悠介 役
- ミュージカル 「三銃士」（2011年7月 - 8月、帝国劇場） - 役者 / ジェームズ 役
- デスティニー（2011年5月） - タムトック 役
- 天守物語（2011年11月） - 朱の盤坊 役
- 神戸 はばたきの坂（2012年4月 - 5月、兵庫県立芸術文化センター中ホール / 新宿文化センター大ホール） - 丹波耕介 役
- ルドルフ ザ・ラスト・キス（2012年7月、帝国劇場） - ターフェ 役
- カムイレラ（2012年9月） - 中嶋道生 / 行生 役
- 客家～千古光芒の民～（2012年11月） - デイビット・マーシャル / 理宗（リソウ） 役
- 私のダーリン（2013年3月 - 4月） - 竜崎龍二 / ドラゴン 役
- ミュージカル「冒険者たち」〜The Gamba 9〜（2013年6月、サンシャイン劇場） - ヨイショ 役
- SEMPO～日本のシンドラー 杉原千畝物語～（2013年9月） - ノエル 役
- ミュージカル「モンテ・クリスト伯」（2013年12月、日生劇場 / 梅田芸術劇場 / 愛知県芸術劇場大ホール / キャナルシティホール） - ダングラール 役
- ミュージカル「オーシャンズ11」（2014年6月 - 7月、東急シアターオーブ） - イエン 役
- 道化の瞳（2014年10月、シアタークリエ） - 鈴木淳 / カール 役　※怪我により途中で降板[1]。
- familia～4月25日誕生の日～（2014年12月） - ラモン 役
- SHOW-ism VIII 「∞（ユイット）」（2015年2月、シアタークリエ） - ムッシュー・トロワ 役
- ブレイン・ストーム（2015年5月） - 黒瀬壌 役
- 新版 義経千本桜（2015年7月） - 平維盛 役
- 仮面ティーチャー ミュージカル　SILVER MASK（2015年10月） - 国井校長 役
- ベイビーさん 〜あるいは笑う曲馬団〜（2015年11月、Zeppブルーシアター六本木） - チカラさん 役[2]
- DNA-SHARAKU（2016年1月、新国立劇場中劇場） - 水枝リドル 役
- 1789 -バスティーユの恋人たち-（2016年4月 - 5月 / 2018年4月 - 7月、帝国劇場 他） - ラマール 役
- TARO URASHIMA（2016年8月、明治座） - 竜王 役
- スーパー神話音楽劇『ドラマティック古事記〜神々の愛の物語〜』（2016年9月、新国立劇場オペラハウス） - スサノオ 役 [3]
- ブロードウェイミュージカル『スウィート・チャリティ』（2016年9月 - 10月、天王洲銀河劇場） - ヘルマン 役 [4]
- ミュージカル『ロミオ＆ジュリエット』（2017年1月 - 2月、TBS赤坂ACTシアター / 2月 - 3月、梅田芸術劇場メインホール） - ロレンス神父 役
- ミュージカル『パレード』（2017年5月 - 6月、東京芸術劇場プレイハウス / 梅田芸術劇場シアター・ドラマシティ / 愛知県芸術劇場大ホール） - ジム・コンリー 役
- ミュージカル『Finding Mr.DESTINY～あなたの初恋探します～』（2017年8月、DDD青山クロスシアター / ABCホール） - マルチマン 役
- フェイス（2017年9月、浅草九劇） - 小和田悟志 役
- Pukul－時を刻む鼓動－（2017年12月、日本青年館ホール / 梅田芸術劇場シアター・ドラマシティ） - マサドゥバ/未来 役
- シアタークリエ10周年記念公演『TENTH』この森で、天使はバスを降りた（2018年1月、シアタークリエ） - ケイレブ 役
- マリー・アントワネット（2018年9月-2019年1月、博多座 / 御園座 / 帝国劇場 / 梅田芸術劇場） - ジャック・エベール 役
- メサイアトワイライト-黄昏の荒野-（2019年2月、池袋サンシャイン劇場 / 2019年3月、大阪メルパルクホール） - 竹内修三 役
- ミュージカル　ふたり阿国（2019年3月29日 - ４月15日、明治座）- とっぱ 役
- 『銀牙-流れ星 銀-』～絆編～（2019年7月20日 - 15日 / 7月20日・21日）- リキ 役[5]
- カリソメノカタビラ～奇説デオン・ド・ボーモン～（2019年9月、浅草九劇）- ボーマルシェ 役
- のべつまくなし・改（2020年1月）- 柳沢吉保 役
- 朗読ミュージカル「8000ｍの愛」（2022年9月17日、ニッショーホール）[6]
- 朗読劇『ラストダンスは私に〜岩谷時子物語〜』（2023年12月13日〈予定〉、六行会ホール） - 草野浩二 役[7]
- ミュージカル『CROSS ROAD〜悪魔のヴァイオリニスト パガニーニ〜』再演（2024年4月 - 5月、シアタークリエ / 新歌舞伎座 / 博多座） - コスタ 役[8]
- ミュージカル『福来たる〜淡路ゑびす座狂詩曲〜』（2024年7月6日 - 8月25日、劇場波乗亭）[9]
- リーディング・ミュージカル『アンドレ・デジール 最後の作品』（2024年11月20日 - 24日、シアターH） - ルビエ 役 他[10]
- ミュージカル『バグダッド・カフェ』（2025年11月2日 - 23日〈予定〉、シアタークリエ） - ムンシュテットナー氏 役 他[11]

### バラエティ
- めちゃ×2イケてるッ!（フジテレビ）
  - 「ライオンキングスペシャル」
  - 「めちゃイケ大辞典」
- いっきにパラダイス「ライオンキング特集」（NHK）
- THEカラオケ★バトル 歌のお仕事代表 NO.1選手権（テレビ東京） - 優勝
- アウト×デラックス（フジテレビ）
- わがまま!気まま!旅気分（BSフジ）

### テレビドラマ
- 瞳（2000年、NHK） - 青田 役
- 郷土の偉人シリーズ（テレビ熊本）
  - 長野濬平 〜近代養蚕業の開祖〜（2015年11月1日） - 川島利久 役[12]
  - 絆を通した種山石工 橋本勘五郎 〜明日に架ける橋〜（2016年10月30日） - 石本文八 役[13]
  - 合志義塾 〜カタルパの樹がつなぐ明日〜（2017年10月29日） - 早苗の父 役[14]
  - 土地改良の詩・冨田甚平（2018年11月4日） - 稲葉喜平 役[15]
- ドクターX〜外科医・大門未知子〜 第6話（テレビ朝日） - ロック・シュリンプ 役
- 麒麟がくる（2020年、NHK大河ドラマ）

### 映画
- ドラッグストア・ガール（2004年）
- 戦極 BLOODY AGENT（2014年）
- 紅破れ（2014年）
- まくをおろすな!（2023年）- 柳沢吉保 役[16]

### その他
- シンドバッド・ストーリーブック・ヴォヤッジ（2007年 - 、東京ディズニーシー） - シンドバッド 役
- ミュージカルカフェ（2008年） - 研究員、その他 役

## CD
- ライオン・キング ミュージカル（1999年）
- レ・ミゼラブル 2003年公演キャスト盤 別所哲也ヴァージョン（2006年）
- レ・ミゼラブル 2003年公演キャスト盤 石井一孝ヴァージョン（2006年）
- Colours - 1stアルバム（2006年）
- ミュージカル『 テイクフライト』（2008年）
- ミュージカル『 モンテ・クリスト伯』（2014年）
- 乃木坂46『命の真実 ミュージカル「林檎売りとカメムシ」』ゲストボーカル（2016年）
- ミュージカル『 1789 バスティーユの恋人たち』（2016年）